# Tate George
Tate Claude George (Newark, Nueva Jersey; 29 de mayo de 1968) es un exjugador de baloncesto estadounidense que jugó 4 temporadas en la NBA, además de hacerlo en la CBA. Con 1,96 metros de altura, lo hacía en la posición de base.

## Trayectoria deportiva

### Universidad
Jugó durante 4 temporadas con los Huskies de la Universidad de Connecticut, donde promedió 9,7 puntos, 5,3 asistencias y 3,3 rebotes por partido. Acabó su trayectoria universitaria como mejor pasador de la historia de la universidad, y el segundo en robos de balón. Consiguí junto con su equipo ganar el National Invitation Tournament en 1988, derrotando en la final a Ohio State.

### Profesional
Fue elegido en la vigésimo segunda posición del Draft de la NBA de 1990 por New Jersey Nets, donde jugó tres temporadas como suplente de Mookie Blaylock. La más destacada fue la temporada 1991-92, en la que promedió 6,0 puntos y 2,3 asistencias por partido.
Tras ser despedido al finalizar la siguiente campaña, probó con Philadelphia 76ers en la pretemporada 1994-95, pero fue finalmente descartado. Tras verse sin equipo, aceptó ir a jugar a los Quad City Thunder de la CBA, con los que ganó la liga en 1994. A finales de marzo de 1995 firmó un contrato para el resto de la temporada con Milwaukee Bucks, pero solo disputó 8 minutos distribuidos en 3 partidos diferentes.
Regresó de nuevo a la CBA para jugar dos temporadas más en tres equipos diferentes, tras las cuales se retiró definitivamente.

## Estadísticas de su carrera en la NBA

### Temporada regular
| Año     | Equipo     | PJ  | PT | MPP  | %TC  | %3P  | %TL   | RPP | APP | ROB | TPP | PPP |
| ------- | ---------- | --- | -- | ---- | ---- | ---- | ----- | --- | --- | --- | --- | --- |
| 1990–91 | New Jersey | 56  | 11 | 10.6 | .415 | .000 | .800  | 0.8 | 1.9 | 0.4 | 0.1 | 3.4 |
| 1991–92 | New Jersey | 70  | 2  | 14.8 | .427 | .167 | .821  | 1.5 | 2.3 | 0.6 | 0.0 | 6.0 |
| 1992–93 | New Jersey | 48  | 1  | 7.9  | .378 | .000 | .833  | 0.6 | 1.2 | 0.2 | 0.1 | 2.5 |
| 1994–95 | Milwaukee  | 3   | 0  | 2.7  | .333 | .000 | 1.000 | 0.3 | 0.0 | 0.0 | 0.0 | 1.3 |
| Total   | Total      | 177 | 14 | 11.4 | .414 | .071 | .820  | 1.0 | 1.8 | 0.4 | 0.1 | 4.2 |

### Playoffs
| Año     | Equipo     | PJ | PT | MPP  | %TC  | %3P  | %TL  | RPP | APP | ROB | TPP | PPP |
| ------- | ---------- | -- | -- | ---- | ---- | ---- | ---- | --- | --- | --- | --- | --- |
| 1991–92 | New Jersey | 4  | 0  | 11.0 | .304 | .000 | .333 | 0.0 | 2.0 | 0.8 | 0.3 | 3.8 |
| 1992–93 | New Jersey | 2  | 0  | 11.0 | .286 | .000 | .000 | 1.5 | 3.0 | 0.5 | 0.0 | 2.0 |
| Total   | Total      | 6  | 0  | 11.0 | .300 | .000 | .333 | 0.5 | 2.3 | 0.7 | 0.2 | 3.2 |

## Vida personal
El 21 de enero de 2016 fue condenado a nueve años de prisión en un juzgado de Trenton, Nueva Jersey, por ser culpable de haber ejecutado un esquema Ponzi a través de una empresa fraudulenta de desarrollos inmobiliarios.